# Mike Joslin
Mike Joslin, född 4 mars 1894 som Filip Elvius Olsson, i Håbo-Tibble, Uppsala län, död 19 december 1968, var en svensk civilingenjör, upptäcktsresande och författare. 
Joslin utbildade sig till agronom i Danmark. Han utvandrade till USA före första världskriget, i vilket han deltog som frivillig. Efter kriget utbildade han sig till civilingenjör, men bristen på arbete under depressionen 1920 fick honom att söka sig till Guldkusten, som då var en brittisk koloni. Han fick arbete hos de brittiska myndigheterna med anläggning av vägar och järnvägar. Han kom senare att bli egen företagare; när han lämnade Guldkusten ägde han bland annat två guldgruvor, en diamantgruva, sågverk och gummifabrik.
Efter hemkomsten till Sverige i slutet av 1940-talet blev Joslin författare; han utgav ett flertal böcker som skildrade hans leverne i Guldkusten, som då var tämligen opåverkat av västerlandets civilisation.